# هيرمان هولليريث
هيرمان هولليريث (بالإنجليزية: Herman Hollerith)‏ (29 فبراير، 1860 – 17 نوفمبر، 1929) كان خبيرًا إحصائيًا ألماني-أمريكي قام بتطوير منظم الجداول الميكانيكي المستند على البطاقة المثقوبة لكي تجدول الإحصائيات بسرعة من جمع ملايين البيانات.

## حياته الشخصية

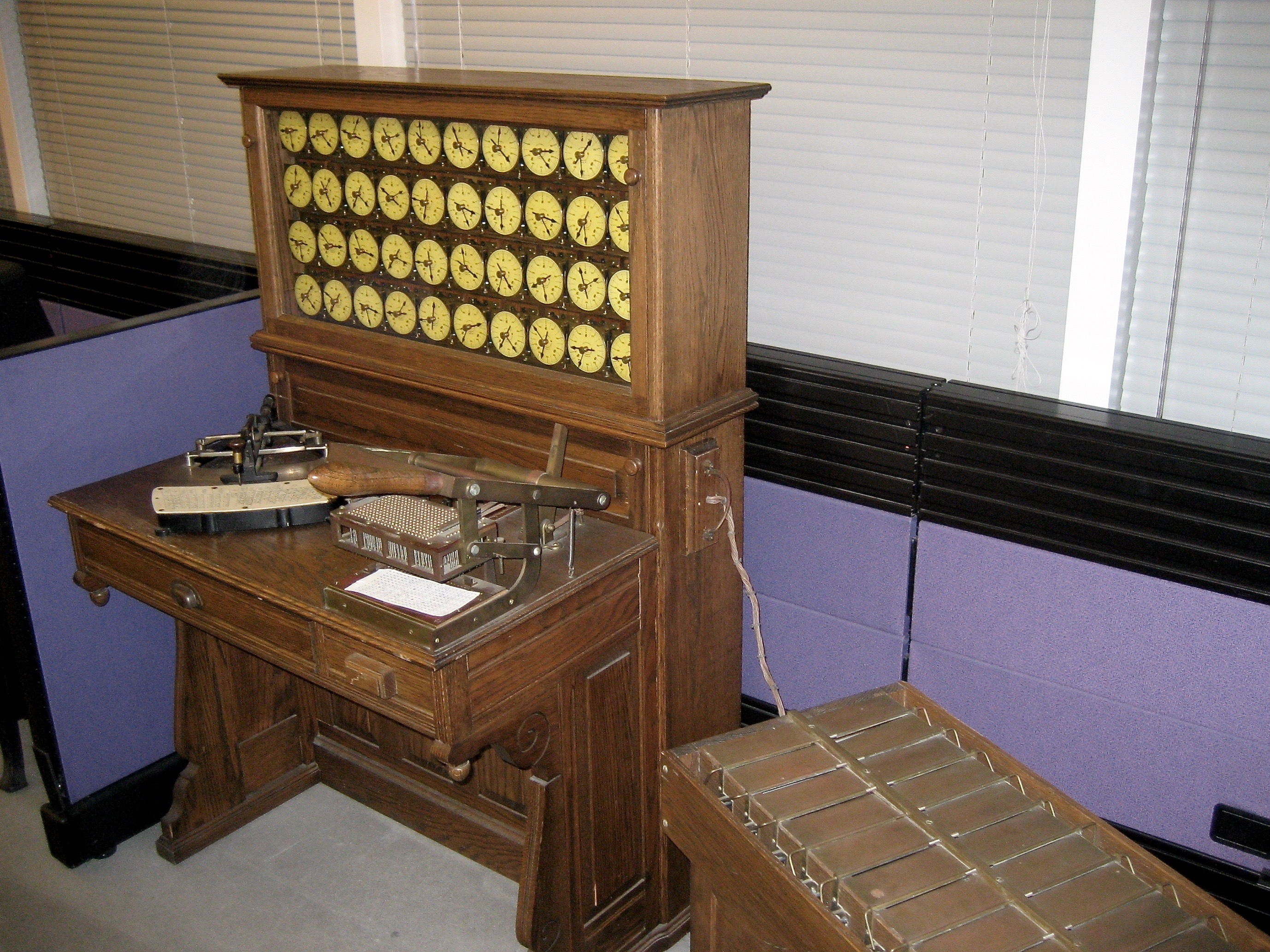
نسخة طبق الأصل من آلة جدولة البطاقات المثقوبة وصندوق الفرز من إنتاج هولليريث في وقت مبكر (على اليمين) في متحف تاريخ الكمبيوتر

وُلد هيرمان هولليريث نجل المهاجر الألماني البروفيسور جورج هولليريث من غروفسشلينغن (بالقرب من نويشتات أن در فاينشتراسه) في بوفالو، نيويورك، حيث نشأ هناك. ارتاد كلية مدينة نيويورك عام 1875، وتخرج في كلية المناجم بجامعة كولومبيا بدرجة «مهندس المناجم» في عام 1879 في سن 19، وفي عام 1890 طلب (وحصل على) درجة الدكتوراه بناءً على تطويره لنظام الجدولة. في عام 1882 انضم هولليريث إلى معهد ماساتشوستس للتكنولوجيا حيث درس الهندسة الميكانيكية وأجرى تجاربه الأولى بالبطاقات المثقبة. انتقل في النهاية إلى واشنطن العاصمة، حيث عاش في جورجتاون، بمنزل في شارع 29 ومبنى تجاري في شارع 31 وقناة سي آند أو، حيث يوجد اليوم لوحة تذكارية ثبتتها شركة آي بي إم. توفي في واشنطن العاصمة إثر نوبة قلبية.

## الجدولة الكهروميكانيكية للبيانات
بناءً على اقتراح جون شو بيلينغز، طور هولليريث آلية تستخدم التوصيلات الكهربائية لزيادة العداد، وتسجيل المعلومات. كانت الفكرة الرئيسية تتمحور حول إمكانية تسجيل النظام المرجعي من خلال وجود أو عدم وجود ثقب في مكان معين على البطاقة. على سبيل المثال، إذا كان موقع ثقب معين يشير إلى الحالة الزوجية، فإن وجود الثقب يمكن أن يشير إلى عدد زوجي بينما عدم وجود ثقب يشير إلى الفردي. حدد هولليريث أن البيانات في مواقع محددة على بطاقة، مرتبة في صفوف وأعمدة، يمكن حسابها أو فرزها كهروميكانيكيًا. وصف هذا النظام، نظام الجدولة الكهربائية (1889)، الذي طرحه هولليريث في جامعة كولومبيا كرسالة دكتوراه، وأعيد طبعه في كتاب راندل. في 8 يناير 1889، حصل هولليريث على براءة الاختراع الأمريكية 395782، ونصت الوثيقة:
الطريقة الموصوفة في هذه الوثيقة لجمع الإحصائيات، والتي تتكون من عناصر منفصلة لتسجيل الإحصائيات تتصل بالفرد من خلال ثقوب أو مجموعات من الثقوب المحفورة في صفائح من مادة غير موصلة كهربائيًا، وتحمل علاقة خاصة ببعضها البعض وتتصل بمقياس، ثم عد أو فرز هذه العناصر الإحصائية بشكلٍ منفصل أو مجتمعة عن طريق عدادات ميكانيكية تعمل بواسطة مغناطيس كهربائي، ويجري التحكم في الدوائر من خلال الصفائح المثقبة، وذلك بشكل فعلي لخدمة الغاية المبينة.

## روابط خارجية
- هيرمان هولليريث على موقع الموسوعة البريطانية (الإنجليزية)
- هيرمان هولليريث على موقع مونزينجر (الألمانية)
- هيرمان هولليريث على موقع إن إن دي بي (الإنجليزية)